# 约瑟夫·施廷佩尔
约瑟夫·施廷佩尔（德語：Jozef Stümpel，1972年7月20日—），斯洛伐克男子冰球运动员。他曾代表斯洛伐克参加2002年、2006年和2010年冬季奥林匹克运动会冰球比赛，最好名次为2010年冬季奥运会的第四名。